# Jennifer Alice Clack
Pour les articles homonymes, voir Clack.
Ne doit pas être confondu avec Jenny-Clark.
Jennifer Alice Clack, née Agnew, née le 3 novembre 1947  et morte le 26 mars 2020 est une paléontologue anglaise experte en biologie évolutive. Son principal domaine d'étude était l'évolution du poisson vers le tétrapode et plus particulièrement l'origine et le développement évolutif des premiers tétrapodes. Principalement connue pour son livre Gaining Ground: the Origin and Early Evolution of Tetrapods, publié en 2002 puis réédité en 2012. Clack est également connue pour ses nombreuses recherches sur l’émergence des vertébrés terrestres.

## Biographie

### Jeunesse et éducation
Clack est née le 3 novembre 1947 à Manchester, en Angleterre. Elle fait ses études à  la Bolton School, une école indépendante à Bolton dans le Grand Manchester. Elle obtient un BSc (l'équivalent d'une licence) en zoologie à l'université de Newcastle upon Tyne en 1970. Elle obtient également un doctorat dans cette même université en 1984. Elle est également titulaire d'un certificat d'études supérieures en études muséales de l'université de Leicester et d'une maîtrise de l'université de Cambridge. Le 9 décembre 2000, elle obtient un doctorat en sciences de l'université de Cambridge. Elle prend sa retraite en 2015, à la suite d'un cancer, qui lui sera fatal le 26 mars 2020,.

### Carrière universitaire
En 1981, Clack rejoint le Musée de zoologie de l'université de Cambridge en tant que conservatrice adjointe. En 2005 elle a été nommée conservatrice en paléontologie des vertébrés du même musée. En 1997, Clack a été élue membre du Darwin College de Cambridge. Le 1er octobre 2006, Clack a commencé à enseigner à l'université de Cambridge en tant que professeure de paléontologie des vertébrés.

### Recherches et publications
En 1987, lors d'une expédition dans l'est du Groenland, Clack et son équipe ont découvert les restes de stégocéphales du Dévonien du genre Acanthostega et Ichthyostega. En 2009, elle a dirigé un important projet de consortium étudiant de nouveaux fossiles trouvés dans le Northumberland et dans les Scottish Borders qui datent du stade tournaisien de la première période du carbonifère. En collaboration avec des experts des universités de Southampton et  de Leicester et du British Geological Survey, l'équipe a étudié les plantes, les poissons, les tétrapodes et les invertébrés qui ont survécu à la fin du dévonien,. En 2012, elle a été l'objet d'un épisode de la série télévisée Beautiful Minds sur la BBC. Sa publication majeure a été Gaining Ground: the Origin and Early Evolution of Tetrapods, publié en 2002 puis réédité en 2012.

### Mort
Clack décède le 26 mars 2020 à l'âge de 72 ans, après une bataille de cinq ans menée contre le cancer de l'endomètre.

## Honneurs et distinction
En 2008, Clack a reçu la médaille Daniel-Giraud-Elliot . 
En 2009, Clack a été élue membre de la Royal Society. 
En 2018, elle a reçu la médaille Lapworth.